# 동해 심의관 고택
동해 심의관 고택(東海 沈議官 古宅)은 대한민국 강원특별자치도 동해시 단봉동에 있는 조선시대의 건축물이다. 1985년 1월 17일 강원특별자치도의 유형문화재 제82호 동해 심상열 가옥(東海 沈相烈 家屋)으로 지정되었다가, 2017년 11월 17일 현재의 명칭으로 변경되었다.

## 지정 사유
뒷쪽의 나지막한 야산을 배경으로 자리한 이 집은 약 250여 년 전에 지은 것으로 보인다.
안채와 사랑채·곳간에 의해 ㅁ자형으로 배치되어 있으며 안뜰이 있다.
안채는 앞면 3칸·옆면 2칸의 규모이며, 一자형 겹집이다. 오른쪽에 부엌을 두고 4개의 방이 있으며, 안뜰 쪽으로 2칸의 방앞에 툇마루를 놓아 연결통로로 활용하고 있다. 지붕 옆면이 여덟 팔(八)자 모양인 화려한 팔작지붕집이다. 부엌에 연결된 곳간과 마굿간이 사랑채 쪽으로도 연결되어 있으며 그 사이에 대문이 있다. 사랑채는 ㄴ자형으로 5칸 규모이며, 왼쪽으로는 안채와의 사이에 대문칸과 행랑방이 자리하고 있다. 안채는 높게 배치하고 사랑채와 부속건물들은 낮게 배치하여, 통풍과 채광에 무리가 없도록 하였다. 본채에서 오른쪽으로 15m 정도 떨어진 곳에 사당이 자리하고 있는데, 대나무 숲으로 둘러싸여 있다.
이 집에는 조선시대에 사용되었던 가마·병풍·함지 등의 민속생활용구와 서적이 보관되어 있다.

## 참고 자료
- 동해 심의관 고택 - 국가유산청 국가유산포털